# Heteropoda christae
Heteropoda christae là một loài nhện trong họ Sparassidae.
Loài này thuộc chi Heteropoda. Heteropoda christae được Peter Jäger miêu tả năm 2008.